# Jasy
Jasy (rumunsky Iași [jaš]; polsky Jassy; maďarsky Jászvásár) je třetí největší město Rumunska, hlavní město Moldavské župy a významné obchodní, kulturní, vysokoškolské i náboženské centrum. Město leží na říčce Bahlui v pahorkaté krajině asi 20 km od hranic s Moldavskem a žije zde přibližně 272 tisíc obyvatel. V historii bylo hlavním městem Moldavského knížectví a významným centrem rumunského náboženského a kulturního života i národního obrození. Je zde sídlo patriarchy rumunské pravoslavné církve pro Moldávii a Bukovinu a římskokatolického biskupa pro severní Rumunsko.

## Historie

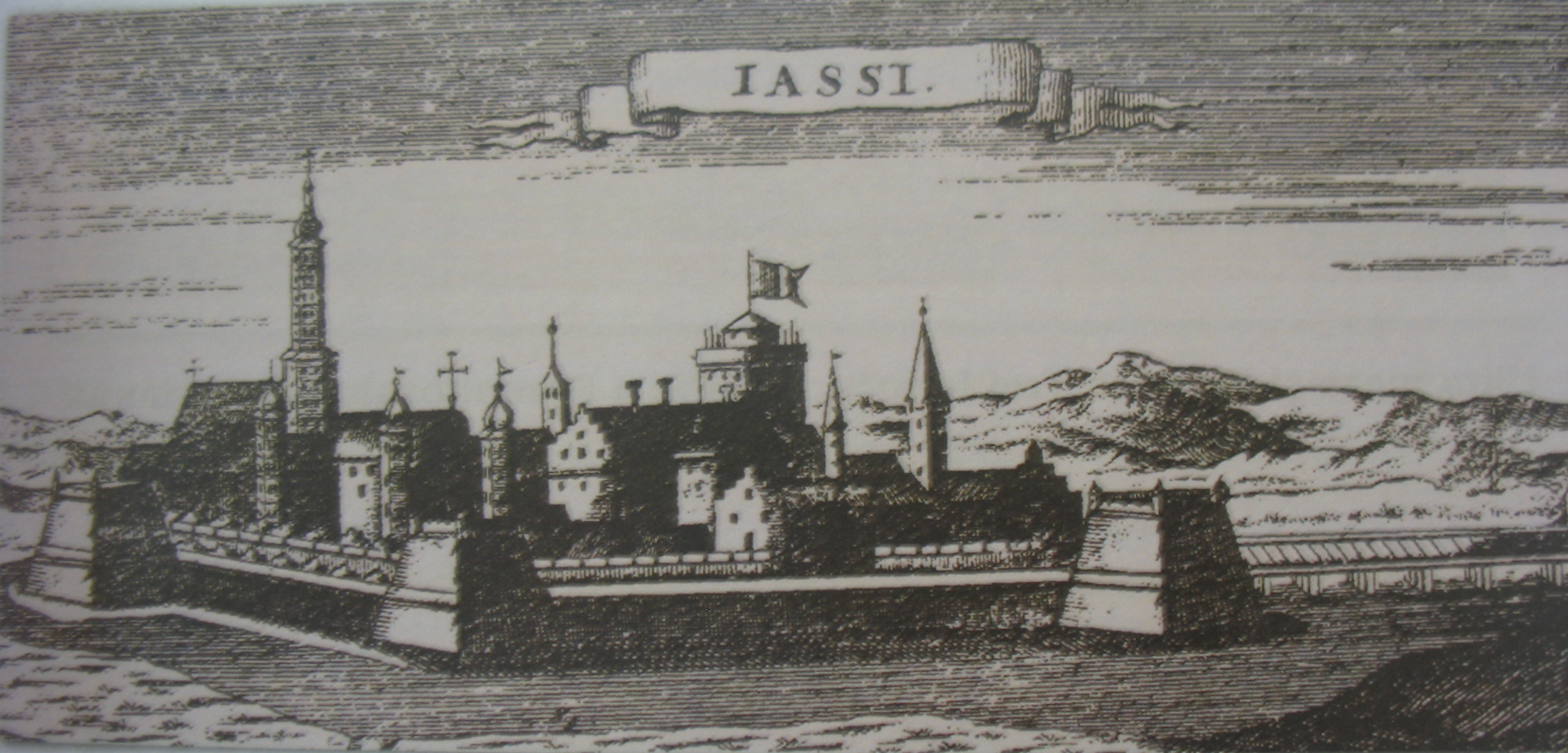
Jasy na začátku 18. století

Nejstarší osídlení území se hlásí archeologickými nálezy k pravěké tripolské kultuře, do období mezi léty 5300–3500 př. n. l. a nazývá se zde kulturou Cucuteni podle obce nedaleko Jasy. Vyznačuje se keramikou s malovanými ornamenty. Název města vznikl zkomolením jména původních obyvatel, kmene Jazygů, kteří zde žili již před příchodem Římanů. Ve 4. století př. n. l. od východu přišli Dákové a Sarmaté, jejichž hroby byla zdokumentovány v údolí Valea Lupului.  Křesťanskou víru sem přinesli řečtí kněží v době nadvlády Byzantské říše, proslavil se metropolita Varlaam z kláštera Meteora. V letech 1299–1302 sem pod nájezdy Tatarů přesídlilo kolem 10 000 Alanů, kteří vytvořili etnický základ Jasy. 
První písemná zmínka o existenci města pochází z roku 1408, z dokumentu knížete Alexandra Dobrého. 
V roce 1564 princ Alexandru Lăpușneanu zvolil Jasy za hlavní město Moldávie; nahradilo tak Sučavu. V této době bylo kulturním a hospodářským centrem, prosperovalo díky řemeslům a obchodu. Město zažilo také tragická období: opakovaně až do roku 1513 trpělo po nájezdy Tatarů a kozáků, v roce 1538 je vyplenili osmanští Turci. Mezi lety 1561 a 1563 zde řecký dobrodruh Jacob Basilicus založil školu a luteránský kostel. Roku 1640 založil kníže Vasile Lupu první latinskou školu Academia Vasiliana, od roku 1643 v ní byla tiskárna knih. V roce 1792 tu byla podepsána mírová dohoda o ukončení šesté rusko-turecké války.
Roku 1835 byla založena Academia Mihaileana, z níž roku 1860 vznikla první rumunská univerzita. Do roku 1859 byly Jasy hlavním městem Moldavského knížectví, poté až do roku 1861 Spojeného knížectví Moldavska a Valašska, kdy se sídlo regionální vlády přesunulo do Bukurešti, takže město ztratilo na významu. Od roku 1869 patřily zdejší železárny k významným průmyslovým podnikům Rakousko-Uherska. 
Během okupace Bukurešti Němci za první světové války v roce 1916 plnily Jasy na dva roky funkci provizorního hlavního města Rumunského království. V listopadu roku 1918 bylo však sídlo vlády opět, a již natrvalo, přesunuto do Bukurešti.
Roku 1900 tvořili Židé polovinu, v roce 1930 asi třetinu obyvatel města. Po obsazení města nacisty 29. června 1941 proběhl ve městě pogrom, jehož obětí se stalo asi 13 tisíc Židů a přes 100 synagog bylo vypáleno. Během 2. světové války bojovali Němci proti sovětským vojskům. V červnu roku 1944 město osvobodila Rudá armáda.

## Doprava
Jasy jsou významný železniční uzel s hlavním nádražím s přímým spojením do Bukurešti, Kišiněva a dalších měst.
10 km východně od centra je mezinárodní letiště Jasy s pravidelnými spoji do Bukurešti, Kišiněva, Vídně aj.
Městem prochází silnice E583, napojená na dálnici E85 z Klaipedy přes Bukurešť do Řecka, a silnice E58 z Vídně přes Bratislavu, Košice, Užhorod do Kišiněva, Oděsy a Rostova na Donu.
Veřejnou dopravu ve městě zajišťuje asi 200 tramvají (polské vozy Pesa Swing 122NaJ, turecké vozy Bozankaya, čs. vozy T4, ale také starší vozy z Německa a Švýcarska) a autobusové linky.

## Pamětihodnosti
Historické centrum města tvořil knížecí palác s chrámy tří konfesí kolem dnešního Palácového náměstí. Starou strukturu města silně porušilo budování velkých prospektů (městských bulvárů) za Ceausescova režimu, kdy bylo mnoho historických budov zničeno. Po městě je téměř 100 kostelů, kaplí, klasicistních a historizujících staveb vil a zejména v severozápadní části města (Copou) několik dobře udržovaných parků. Ze 125 synagog v roce 1930 zbyly pouze dvě.
- Palác kultury, novogotická stavba s dlátkovou věží z let 1905-1925 na Palácovém náměstí (Piata Palat) stojí na místě bývalého knížecího paláce, sloužil jako administrativní centrum, nyní jsou v něm umístěna čtyři muzea: Muzeum umění/ galerie, Muzeum dějin Moldavska, Etnografické muzeum a Muzeum vědy. (foto v infboxu nahoře).
- Palas Mall je obchodní a zábavní centrum, jižně a východně od Paláce kultury, spojené s ním parkem.
- Radnice (palác Roznovanu) z let 1830-1833, na bulváru St. Stefan cel Mare, na SZ od Palácového náměstí.
- Národní divadlo Vasila Alecsandri z roku 1896 v sousedním parku.
- Univerzita Alexandra Ioana Cuzy, budova z roku 1897 s parkem na bulváru Carola I., severozápadně od centra.
- Botanická zahrada ve čtvrti Copou, SZ od univerzity je nejstarší a největší v Rumunsku.
- Po městě, zejména ve čtvrti Copou, je rozmístěno mnoho pomníků a soch významných osobností rumunského národního obrození a kultury z 19. a 20. století.
- Pravoslavný kostel sv. Mikuláše na Palácovém náměstí, založen roku 1491, cihlová bazilika zcela přestavěná v 19. století. V sousedství je dům patriarchy Dosoftei ze 17. století.
- Chrám Tří svatých hierarchů z let 1637-1640, pravoslavný, dal postavit kníže Vasile Lupu, který v klášteře zřídil první školu a tiskárnu, v níž byla vytištěna první bible v rumunštině. V chrámě je pohřben učenec a politik Dimitrie Cantemir (1673-1723) a kníže Alexandru Ioan Cuza, otec moderního rumunského státu (1820-1873).
- S ním sousedí pravoslavná Metropolitní katedrála svaté Paraskevy a svatého Jiří, dvouvěžová novoklasicistní stavba z let 1833-1886, podle návrhu vídeňských architektů Johanna a Gustava Freiwalda, stojí na místě dvou starších kostelů. Relivkie sv. Paraskevy byly přeneseny do chrámu Tří hierarchů.
- V sousedství stojí stará římskokatolická katedrála Nanebevzetí Panny Marie z let 1782-1789, s válcovou věží v průčelí;
- nová kruhová katedrála Panny Marie královny z let 1992-2005 je daleko větší a je sídlem diecéze.
- klášterní komplex Golia, založený v letech 1564 a 1650 V od centra se čtvercovou hradbou a vstupní věží; pozoruhodný kamenný kostel, na němž se snad podíleli italští architekti, se sochařskou výzdobou a freskami.
- V blízkosti je Velká synagoga, založená roku 1670, s kupolí z 19. století, jedna ze dvou, které přežily válku i stavební úpravy komunistického režimu; je ve velmi špatném stavu.
- Klášterní komplex Cetatuia  z let 1669-1672, na kopci asi 3 km JV od centra. Vysoká čtvercová hradba se vstupní hranolovou věží chrání dobře dochovaný kostel sv. Petra a Pavla s freskami. Z místa je pěkný rozhled na město i do krajiny.

### Galerie

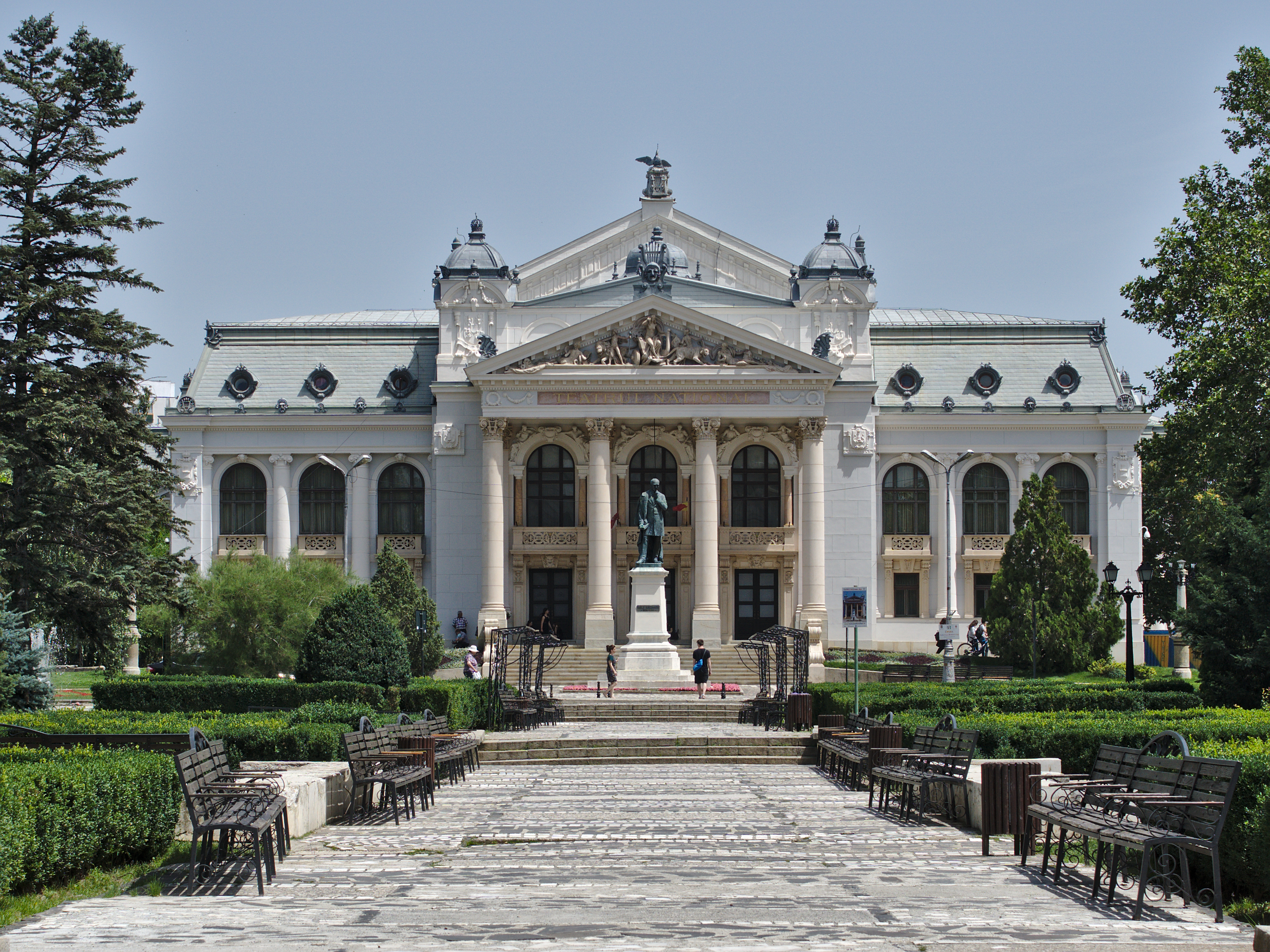
Národní divadlo
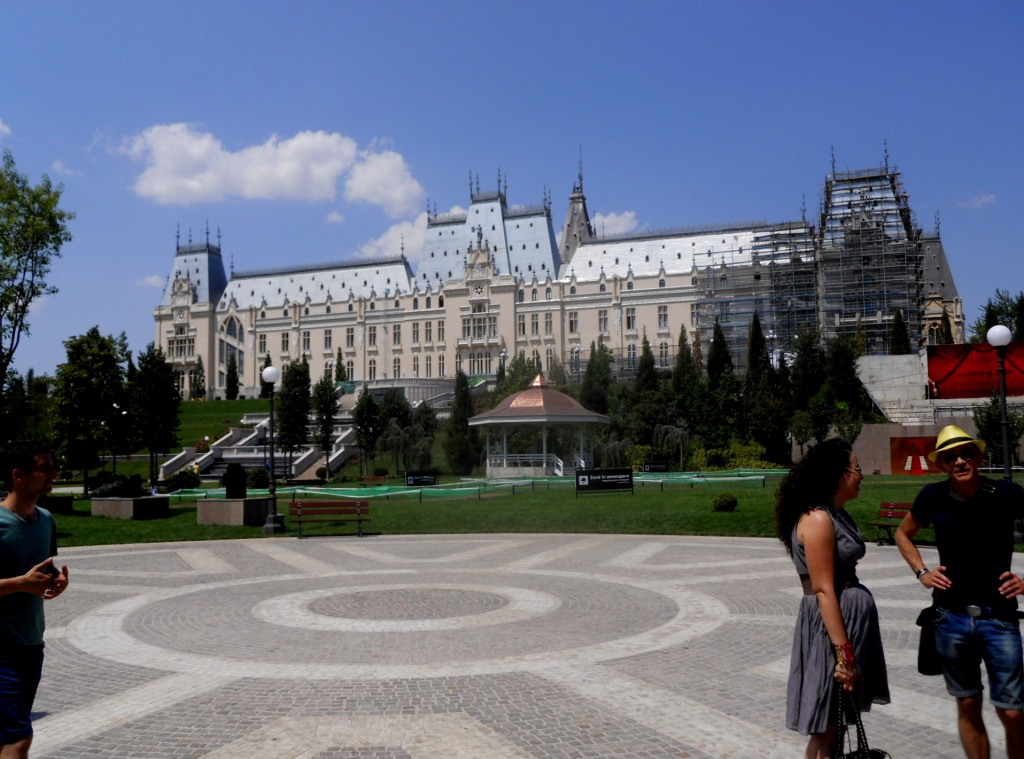
Palác kultury z parku pod Palas Mall
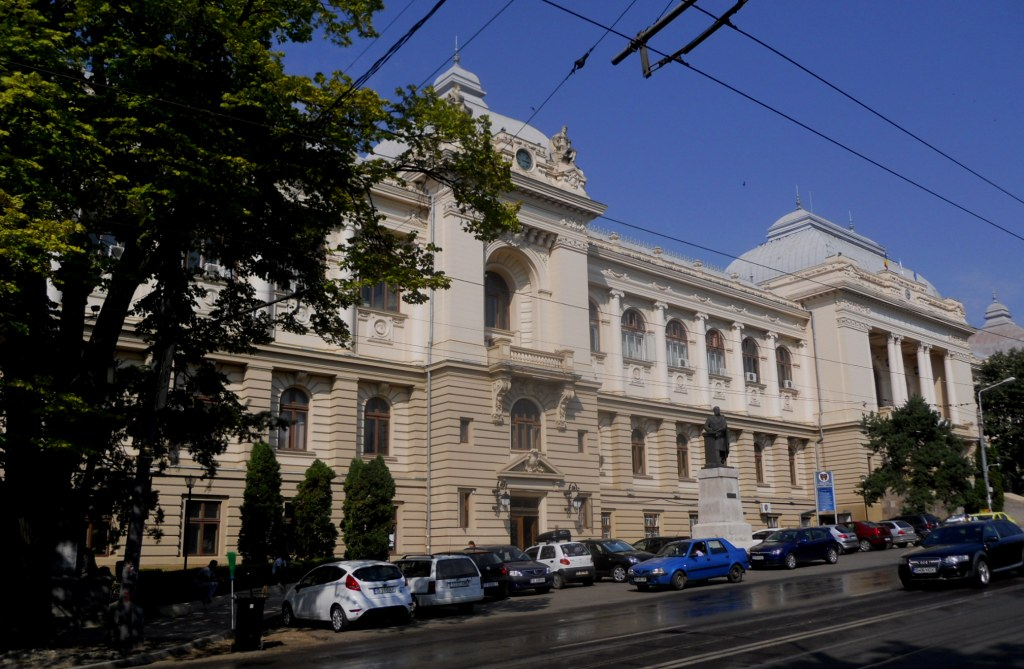
Univerzita A. I. Cuzy
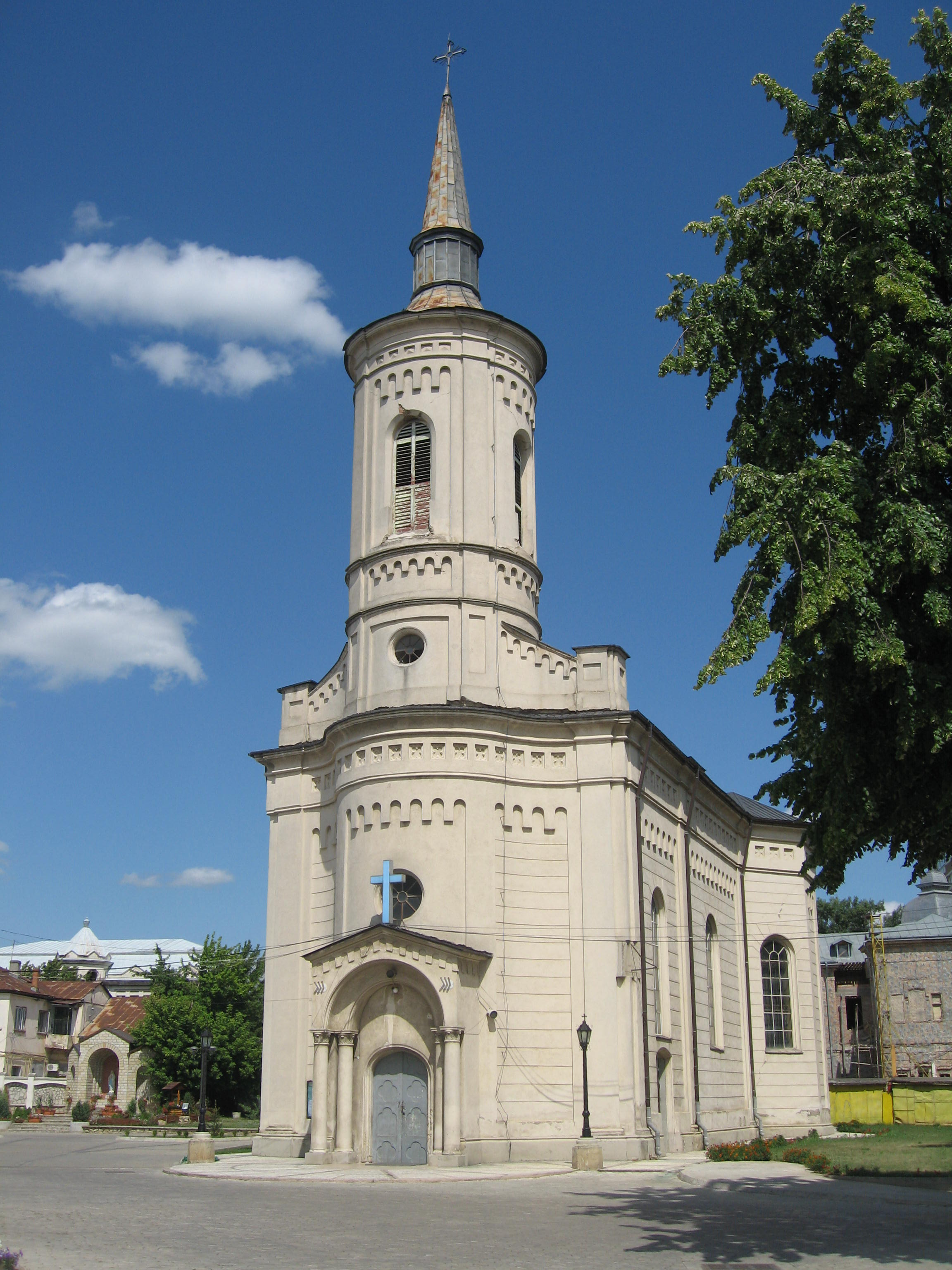
stará katedrála
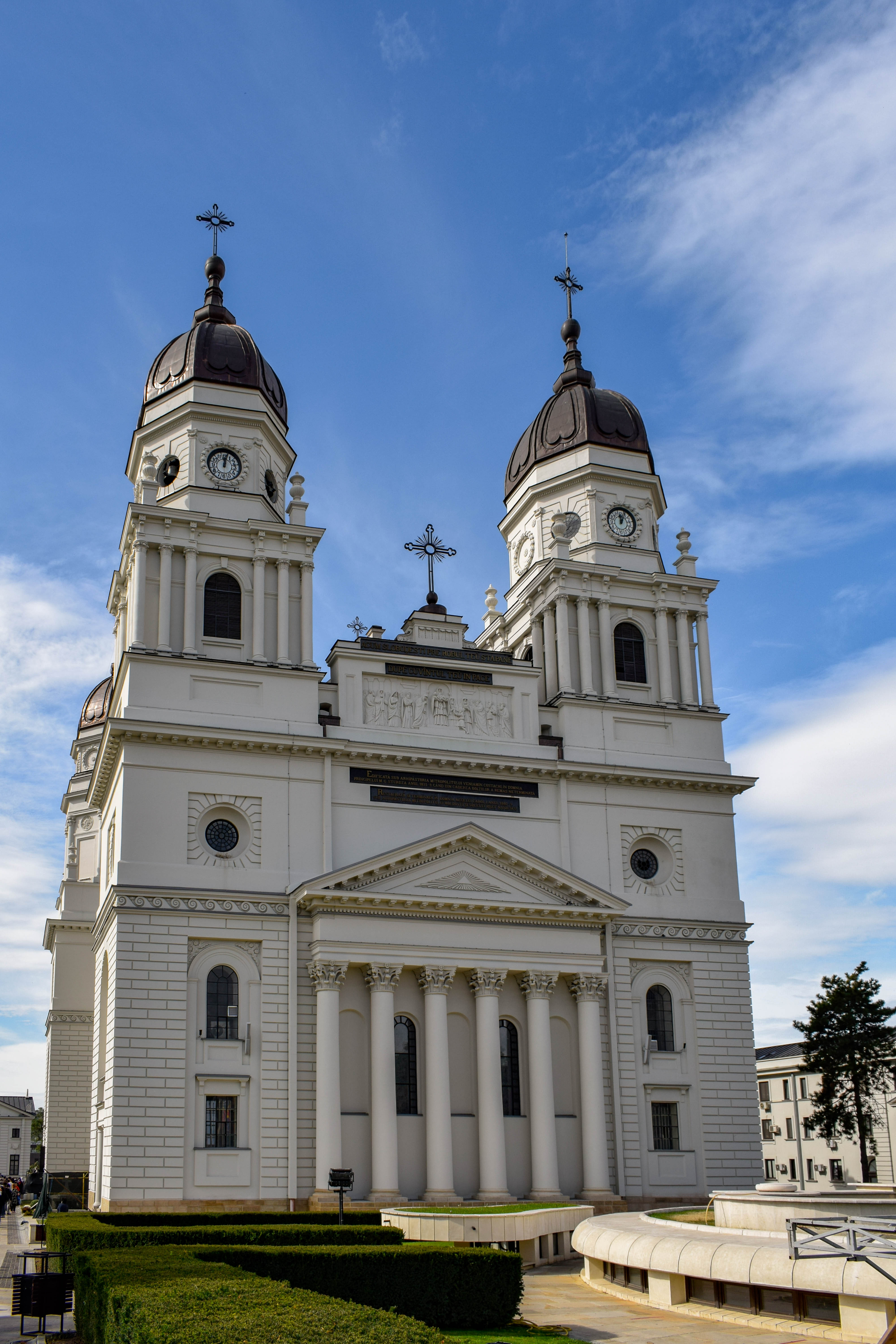
Metropolitní katedrála
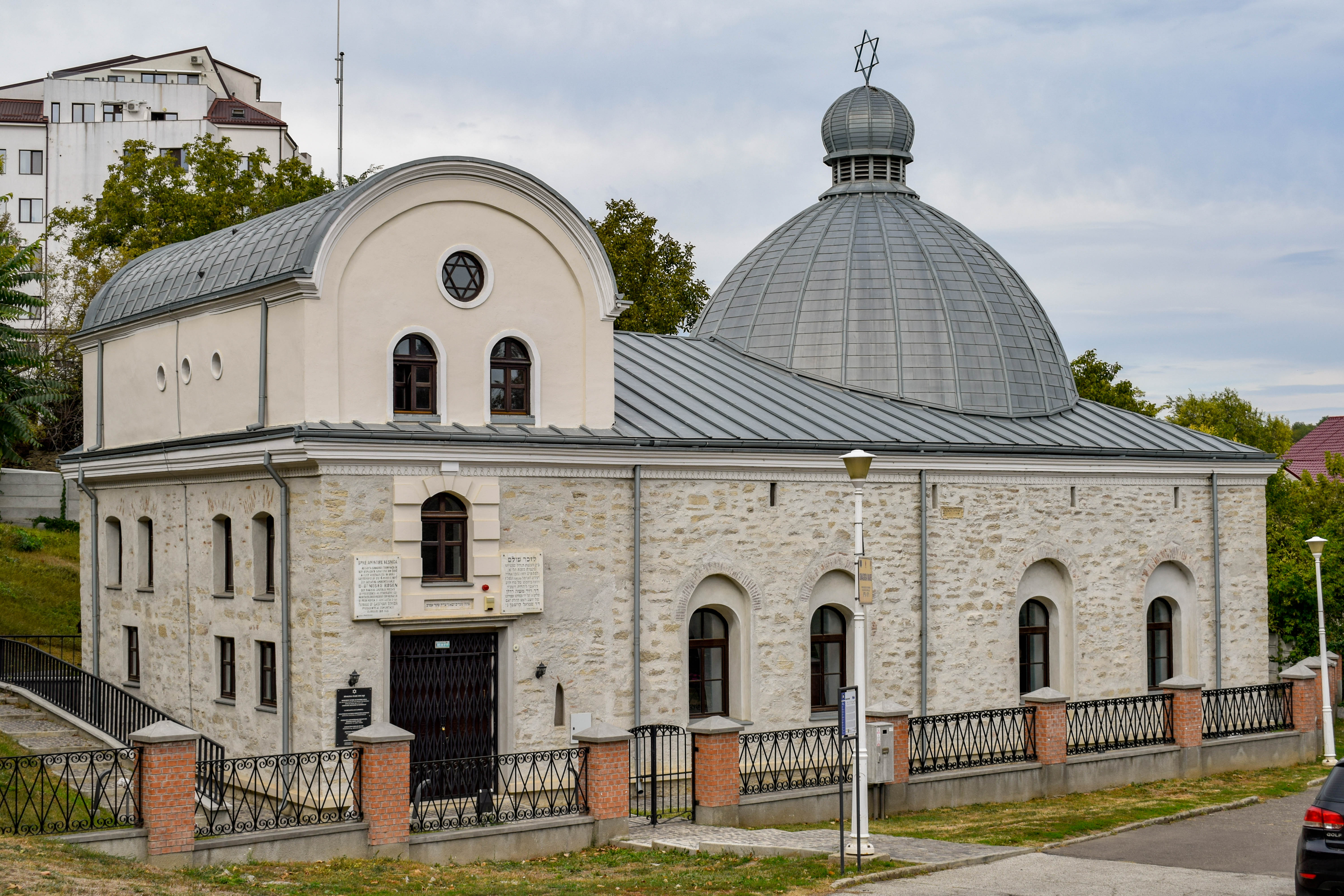
Velká synagoga
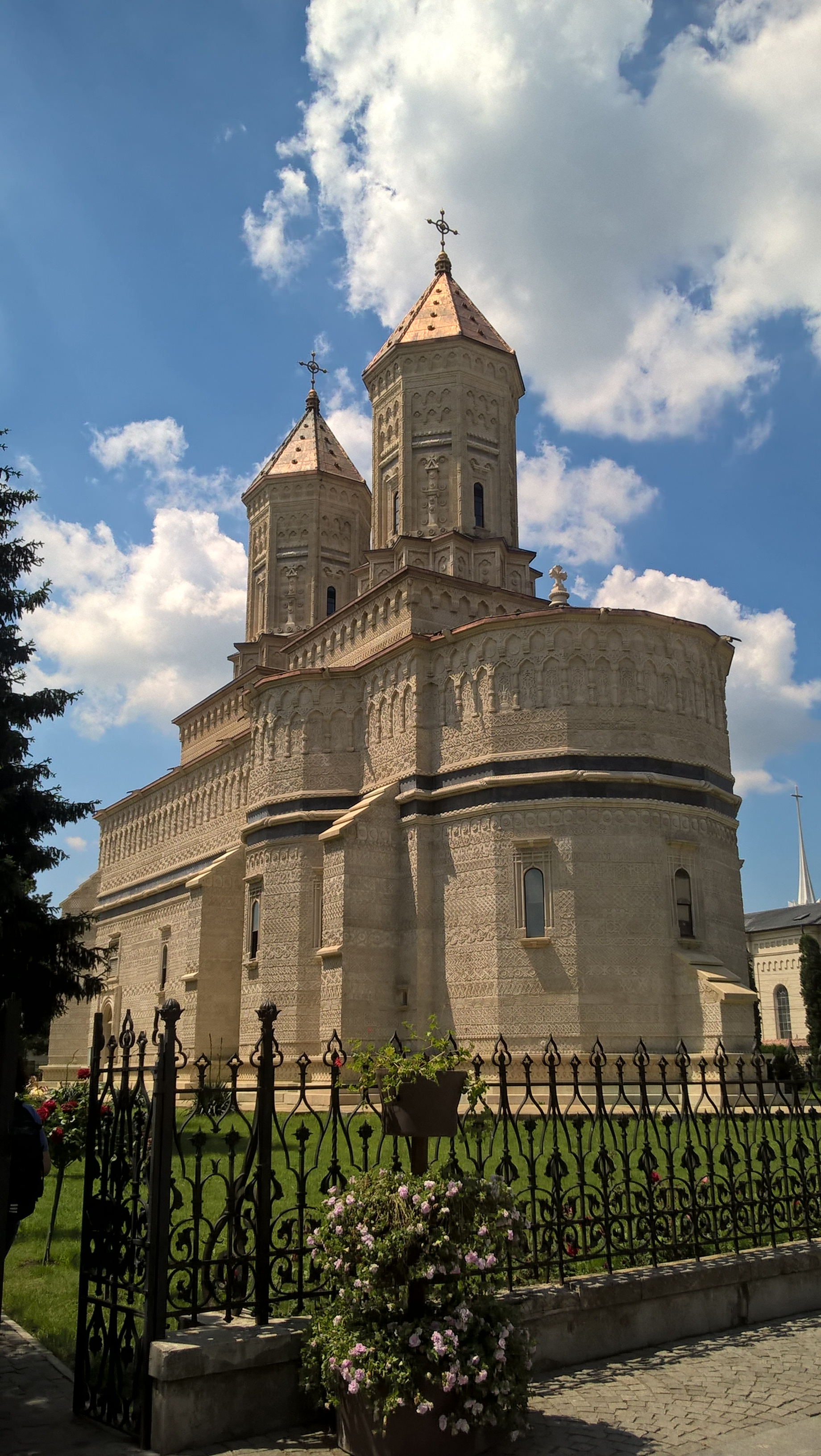
Klášter Tří hierarchů
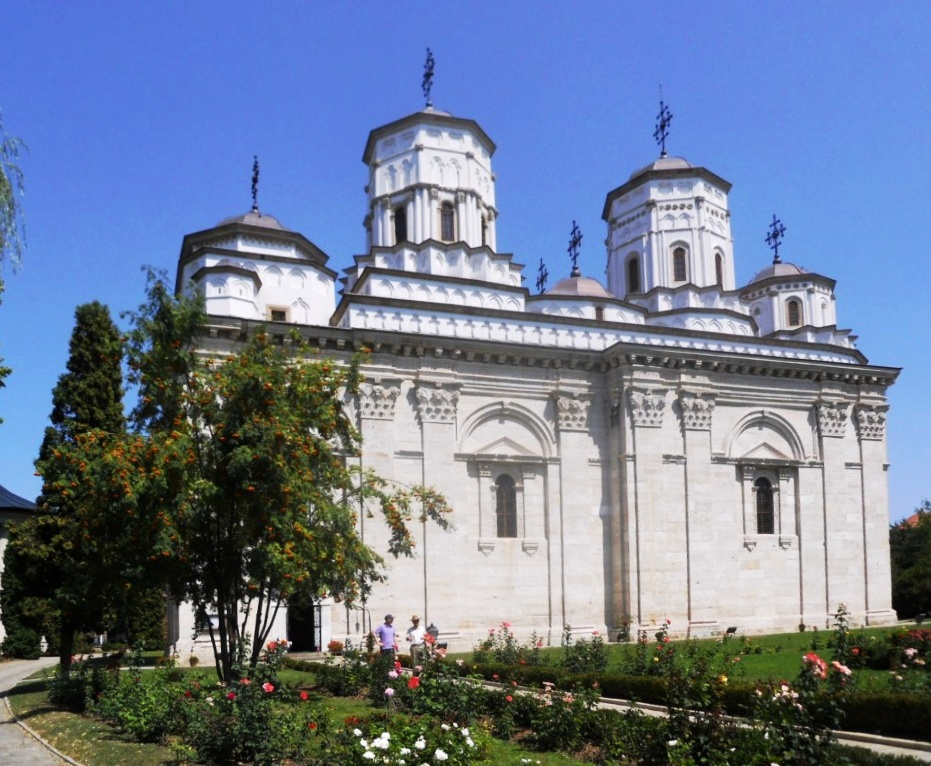
Golias, kostel
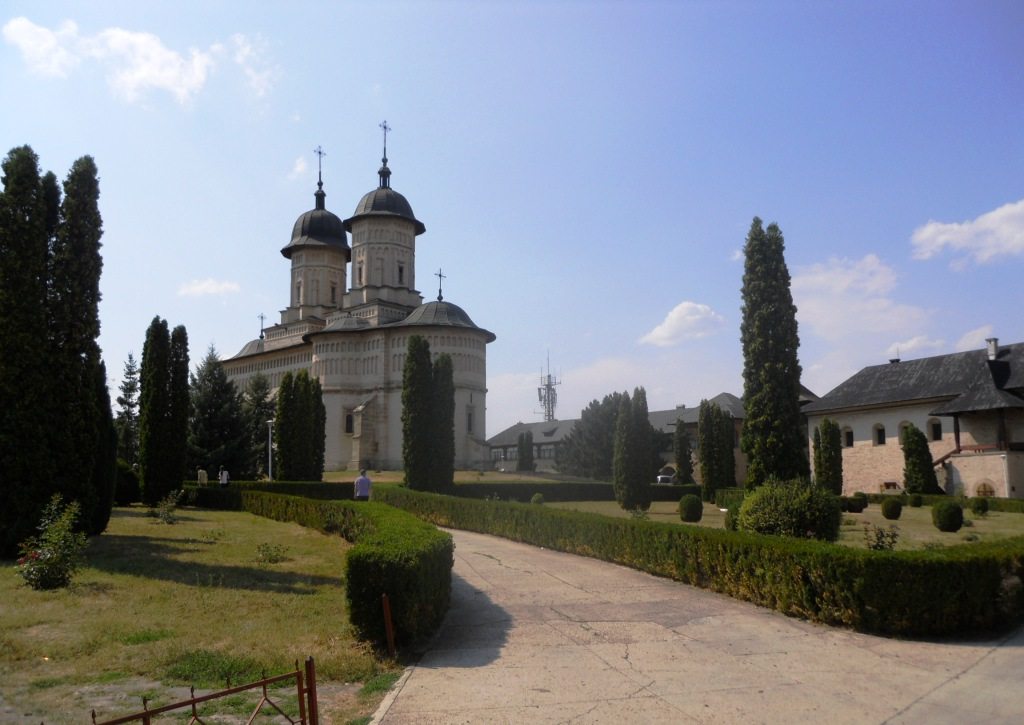
Cetatuia, klášter
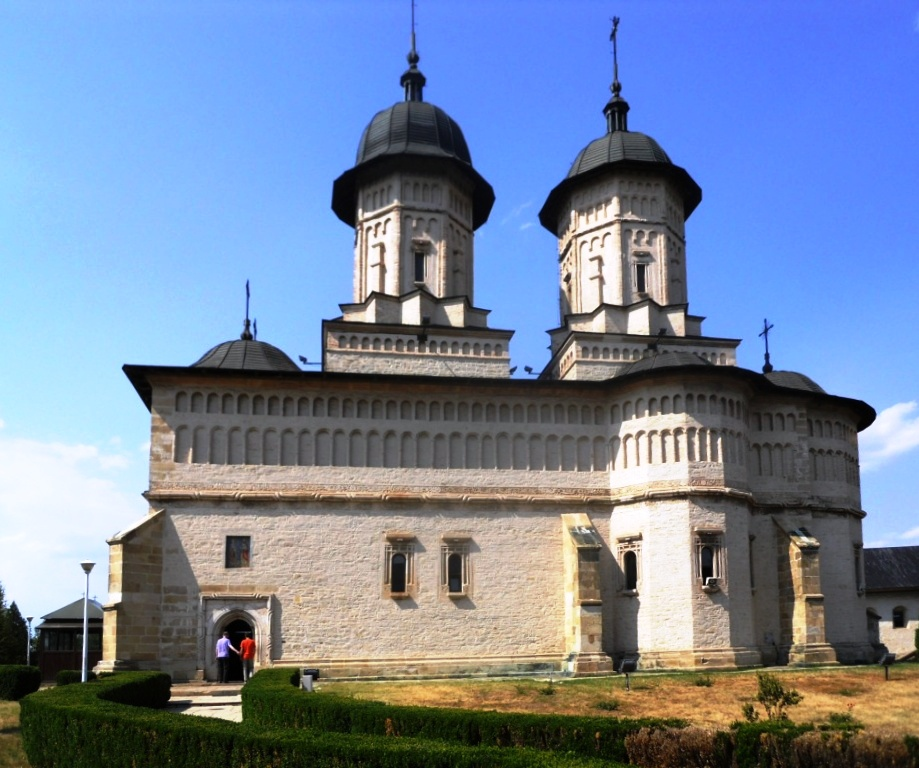
Cetatuia, kostel sv. Petra a Pavla

## Školství
Ve městě je pět státních a řada soukromých univerzit, celkem se 75 000 studenty. Nejstarší je Univerzita Alexandru Ioan Cuza, dále Technická univerzita G. Asachi, lékařská univerzita Grigore T. Popa, Univerzita umění G. Enescu a Zemědělská univerzita I. Ionescu dela Brad. Na Náměstí M. Eminescu je centrální univerzitní knihovna.

## Kultura a sport
- Roku 1829 začaly v Jasech vycházet první rumunské noviny a pak řada literárních časopisů.
- Rumunské národní divadlo hraje od roku 1840, od 1896 ve vlastní budově, kde vystupuje i rumunská národní opera. Vzniklo zde první divadlo v jiddiš (A. Goldfaden, J. Lateiner 1876).
- Ze sportů má kromě fotbalu tradici každoroční mezinárodní temnisový turnaj WTA.

## Osobnosti města

### Rodáci
- Mihail Kogălniceanu (1817–1891), první rumunský premiér
- Joseph Lateiner (1853–1935), dramatik v jiddiš
- Themistocles Gluck (1853–1942), chirurg, průkopník kloubových náhrad
- Emil Racoviță (1868–1947), biolog, speleolog, polárník
- Dimitrie Gusti (1880–1955), sociolog a politik
- Ionel Teodoreanu (1897–1954), spisovatel
- Corneliu Zelea Codreanu (1899–1938), politik, zakladatel fašistické Železné gardy
- George Emil Palade (1912–2008), lékař, nositel Nobelovy ceny za fyziologii
- Mordehai Milgrom (* 1946), fyzik
- Ioan Petru Culianu (1950–1991), religionista
- Octav Pancu-Iași (1929 - 1975), spisovatel, novinář a scenárista

### Další
- Grigore Ureche (1590-1647) - moldavský kronikář
- Miron Costin (1633-1691) - moldavský kronikář a básník
- Dimitrie Cantemir (1673–1723), polyhistor a politik
- Alexandr Ioan Cuza, (1820–1873), první rumunský kníže (1859–1866).
- Ion Creangă (1839–1889), spisovatel
- Vasile Alecsandri (1821–1890), básník a politik
- Mihai Eminescu (1850–1889), básník

## Partnerská města
- Athens, Spojené státy americké (2001)
- Černovice, Ukrajina (2012)
- Eindhoven, Nizozemsko (2011)
- Irbid, Jordánsko (2000)
- Isfahán, Írán (1999)
- Kišiněv, Moldavsko (2008)
- Kozani, Řecko (1928)
- Monterrey, Mexiko (2002)
- Morlupo, Itálie (1999)
- Nazzano, Itálie (1999)
- Netanja, Izrael
- Padova, Itálie (1995)
- Poitiers, Francie (1969)
- Si-an, Čína (1993)
- Torrita Tiberina, Itálie (1999)
- Veliko Tarnovo, Bulharsko (1998)
- Villeneuve-d'Ascq, Francie (2003)